# Brachygaster minutus
Brachygaster minutus är en stekelart som först beskrevs av Olivier 1792.  Brachygaster minutus ingår i släktet Brachygaster och familjen hungersteklar. Arten är reproducerande i Sverige. Inga underarter finns listade.

## Bildgalleri

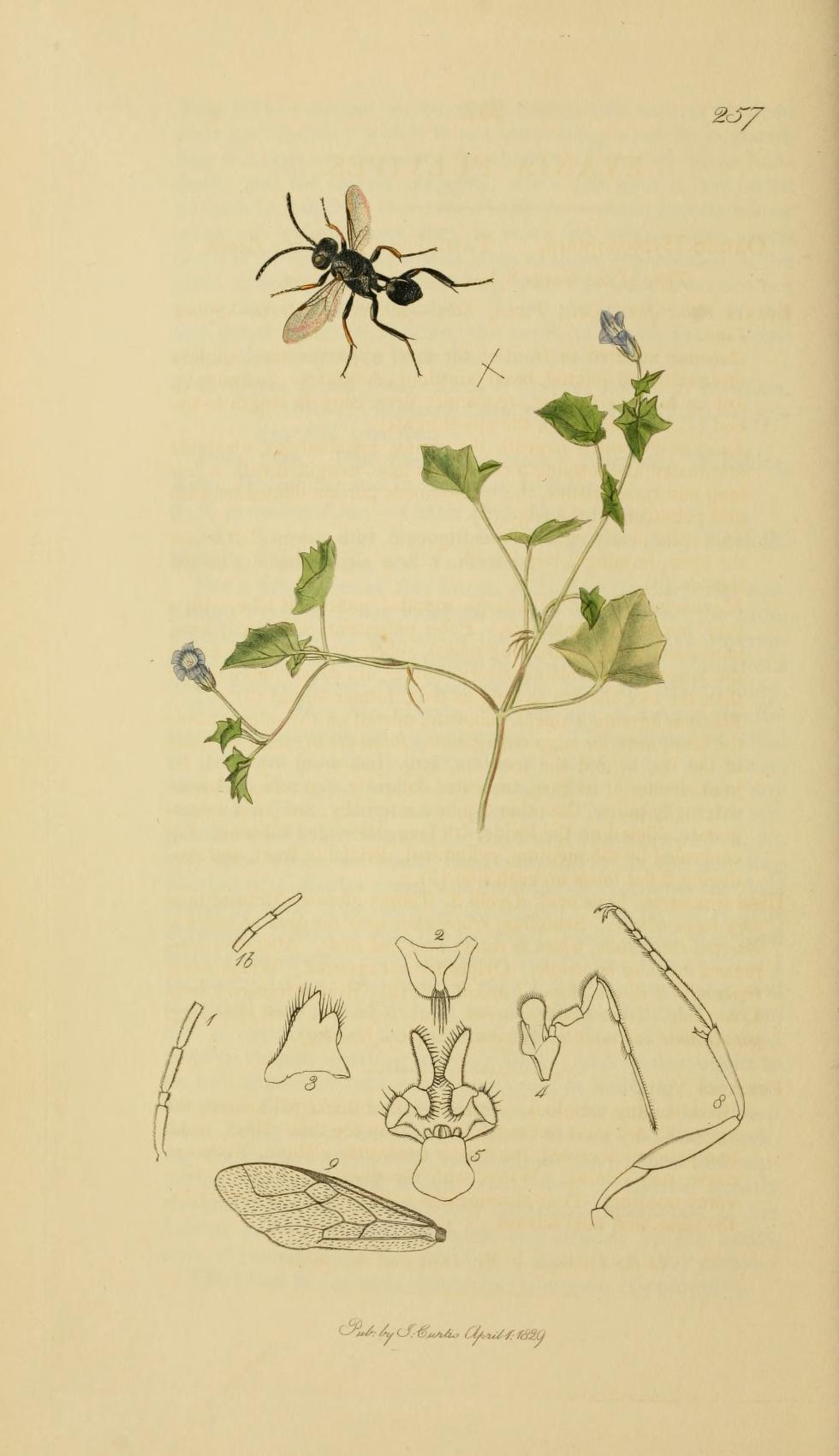